# Вондрачкова, Гелена
Геле́на Вондра́чкова  (чеш. Helena Vondráčková, родилась 24 июня 1947, Прага, Чехословакия) — чешская певица и актриса. Заслуженная артистка Чехословакии (1982).

## Биография
С детства занималась фортепиано. Широкую известность в Чехословакии получила после победы в музыкальном конкурсе молодых талантов в 1964 году. После победы в конкурсе выпустила свою первую запись — песню «Červená řeka», чешский перевод американской «Red River Valley».
Неоднократно участвовала в международных музыкальных конкурсах. В 1977 году победила на фестивале песни в польском Сопоте.
С 1968 по 1970 год выступала в трио «Golden Kids» («Золотые дети») вместе с Мартой Кубишевой и Вацлавом Нецкаржем.
Неоднократно появлялась на советском телевидении, в том числе в «Голубом огоньке» 8 марта 1983 года.
В 1993 году заняла 5-е место на фестивале песни в польском Сопоте, исполнив песню «Golden Kids».
В 2000 году снова победила на престижном Международном фестивале песни в Сопоте с песней «Veselé Vánoce a šťastný nový rok».
Весной 2012 года в Чехии и Словакии состоялись концерты в честь 65-летия певицы.

## Семья
Отец — Иржи Вондрачек (чеш. Jiří Vondráčkov, 1921—2011)
Мать — Блажена Зеттлова (чеш. Blaženě Vondráčková)
Старшая единоутробная сестра — Здена Зеттлова (чеш. Zdena, род. 1937)
Брат — Иржи Вондрачек младший (чеш. Jirí Vondrácek, род. 1951), чешский композитор, музыкант и режиссёр. Известно о сложных отношениях между ним и Геленой Вондрачковой.
Первый муж (1983—2001) — Хельмут Зикель (нем. Hellmut Sickel), немецкий музыкант, композитор и продюсер. 
Второй муж (с 2003) — Мартин Михал (англ. Martin Michal, род. 1958), бывший военнослужащий, менеджер жены.
Детей нет.
Чешская актриса и певица Люция Вондрачкова является племянницей Гелены Вондрачковой. Внучатые племянники — Матьяш (род. 2011) и Адам (род. 2015).

## Фильмография
- 1968 — Очень грустная принцесса (Чехословакия) — принцесса Гелена
- 1975 — Романс за крону (Чехословакия) — Гелена
- 1977 — Пусть он боится (Чехословакия)
- 1980 — Как вам это понравится? (Чехословакия)
- 1980 — Сказка о Гонзике и Марженке (Чехословакия)
- 1981 — Вечером в свете рампы (ГДР) — главная роль
- 1981 — До свидания, Медео (СССР, Чехословакия) — певица Шахерезада
- 2012 — Богини социализма (Россия), документальный